# Un souvenir (téléfilm)
Pour les articles homonymes, voir Un souvenir.

Un souvenir est un téléfilm français réalisé par Jacques Renard, diffusé le 8 juillet 2009 sur France 2.

## Fiche technique
- Réalisateur : Jacques Renard
- Scénario : Véronique Olmi, Michel Lang et Jacques Renard, d'après le roman de Michel Déon
- Musique : Laurent Petitgirard
- Date de diffusion : 8 juillet 2009 sur France 2
- Durée : 90 minutes.

## Distribution
- Daniel Prévost : Thomas Lebey
- Capucine Delaby : Sheila
- Esteban Carvajal : Tom
- Valérie Mairesse : Mrs Trump
- Marianne Basler : Mrs Walters
- Céline Hilbich : Caroline
- Agathe Dronne : Ruth
- Mathilde Verkinderen : Daphné
- Mata Gabin : Rosella
- Vincent Nemeth : Mr. Sutton
- Benjamin Bollen : Peter
- Bernadette Appert : Mary
- Joeffrey Carre : Mr Mc Guire
- Cyril Brisse : le révérend Roberts
- François Motte : le révérend Baker
- Jean-Claude Jay : Mr Soakes
- Claire Faurot : Mrs Soakes
- Saverio Maligno : le glacier